# Cestrus miniaceus
Cestrus miniaceus là một loài tò vò trong họ Ichneumonidae.